# ロンバウト・ファン・トロイェン
ロンバウト・ファン・トロイェン（Rombout van Troyen、1605年生まれ、1657年以降に没）は、17世紀オランダの画家である。当時オランダでよく描かれた、幻想的な建物や、聖書の物語、神話の物語の描かれた「イタリア風の風景画」を描き、荒廃した宮殿や地下洞窟なども描いた。

## 略歴
アムステルダムで生まれた。アムステルダムの画家、ヤン・ピナス（c.1583-1631）のもとで7年間修業し、師の弟のヤコブ・ピナス（c.1592-na1650）やバルトロメウス・ブレーンベルフ（1598-1657）といったイタリアで修行して戻った画家たちから影響を受けたと考えられている。18世紀初めに画家の伝記を出版したアルノルト・ホウブラーケン(1660-1719)によれば、ファン・トロイェン自身はイタリアに修行に出たことはなかったが「イタリア風の風景画」を描いたとしている。ピナスのもとから独立し、アムステルダムで働いた後 、1655年からオランダ北部のレーワルデンに移り、そこで1657年まで働いた記録があるが、いつどこで亡くなったかは知られていない。オランダ美術史研究所によれば、ファン・トロイェンの作品はしばしばヤン・ピナスの作品と混同された。

## 作品

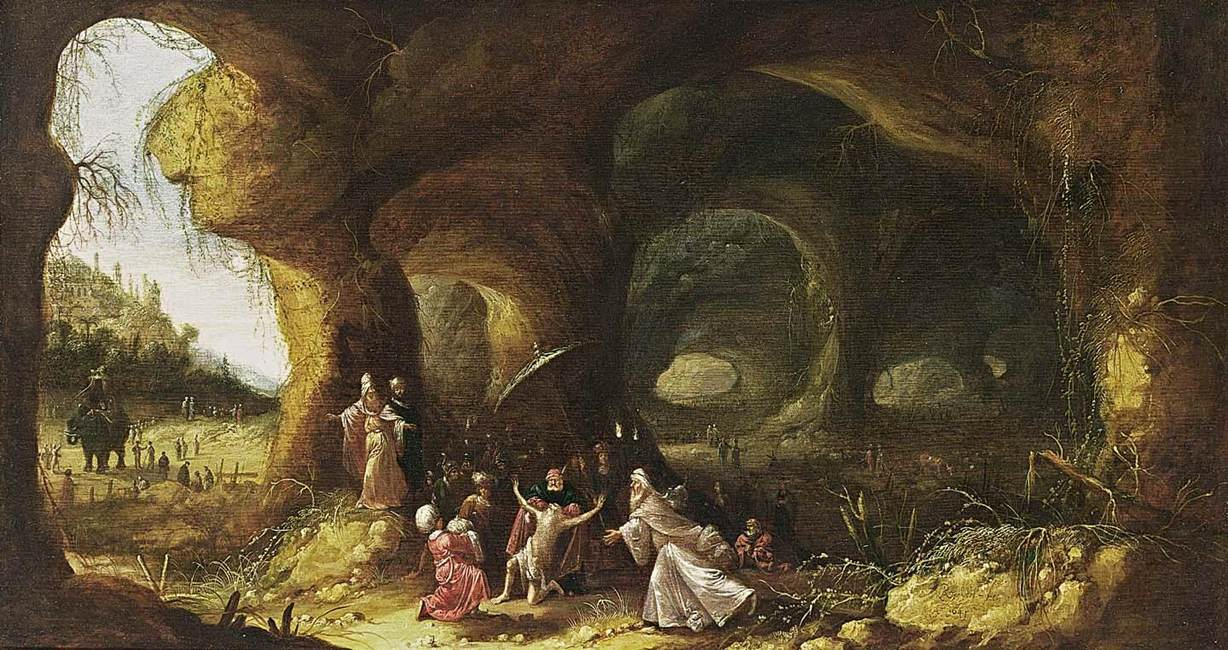
The Banishment of King Nebuchadnezzar (1641)
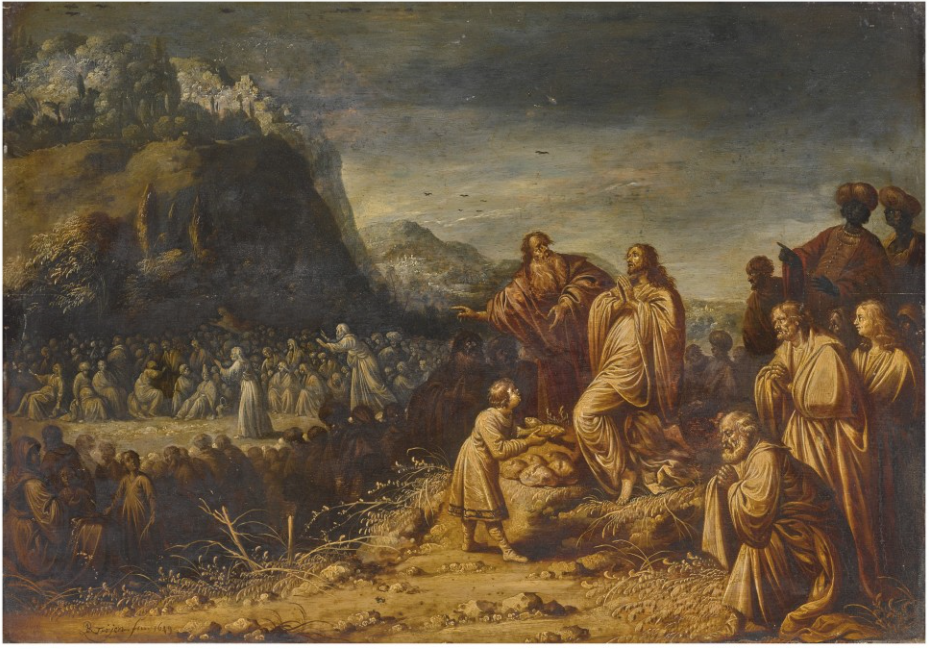
Christ feeding the maltitude (1649)
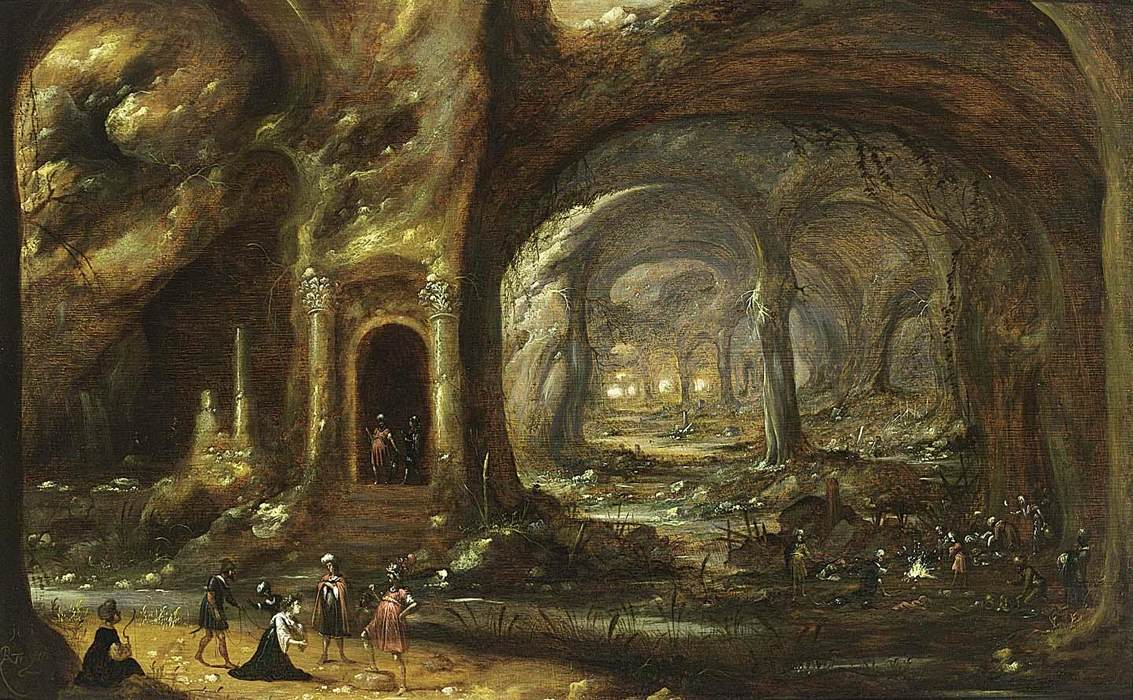
女性をさらう兵士たちのいる洞窟